# David Díaz (pugile)
David Díaz (Chicago, 7 giugno 1976) è un pugile statunitense.
Soprannominato "Dangerous" (in italiano, "pericoloso"), ha un record di 35-2-1. Nel corso della sua carriera ha conquistato il titolo WBC dei pesi leggeri. Non ha legami di parentela con Juan "The Baby Bull" Diaz, un altro peso leggero nonché ex campione del mondo.

## Carriera

### Carriera da professionista

#### Diaz VS Chavez
Dopo la sconfitta con Pacquiao, David ha preso un periodo di riposo. Il suo ritorno sul ring è avvenuto il 26 settembre 2009. Nell'occasione Diaz (34-2-1) ha affrontato il messicano Jesus Chavez (44-5) al UIC Pavilion 525 S Racine Ave di Chicago, Illinois. Diaz, lontano dal ring da oltre 1 anno, ha dimostrato un po' di "ruggine" nel suo stile di combattimento ma è riuscito comunque a sconfiggere l'avversario per Majority Decision con i seguenti cartellini: 97-93, 96-94 e 95-95.

#### Diaz VS Soto
Archiviata la vittoria su Chavez, Diaz (35-2-1; 17 KO) affronterà il ventinovenne Humberto "Zorrita" Soto (50-7-2; 32 KO) per la corona mondiale WBC dei superpiuma il 13 marzo all'MGM Grand di Las Vegas. Lo scontro Diaz-Soto dovrebbe essere l'undercard del big-match tra Floyd Mayweather Jr. e Manny Pacquiao. Se per qualche motivo, l'incontro non dovesse svolgersi, Diaz-Soto troverà un altro luogo, ma si svolgerà comunque.
Il vincitore dovrebbe affrontare il venezuelano Edwin Valero (26-0-0; 26 KO).